# Championnat d'Europe de course aux points masculin
Le Championnat d'Europe de course aux points masculin est le championnat d'Europe de course aux points organisé par l'Union européenne de cyclisme dans le cadre des championnats d'Europe de cyclisme sur piste élites.

## Palmarès
| Année | Or                  | Argent               | Bronze               |
| ----- | ------------------- | -------------------- | -------------------- |
| 2011  | Rafał Ratajczyk     | Silvan Dillier       | Milan Kadlec         |
| 2012  | Elia Viviani        | Kirill Sveshnikov    | Sergiy Lagkuti       |
| 2013  | Elia Viviani        | Thomas Boudat        | Eloy Teruel          |
| 2014  | Benjamin Thomas     | Liam Bertazzo        | Henning Bommel       |
| 2015  | Wojtek Pszczolarski | Benjamin Thomas      | Claudio Imhof        |
| 2016  | Niklas Larsen       | Kenny De Ketele      | Raman Ramanau        |
| 2017  | Alan Banaszek       | Niklas Larsen        | Maximilian Beyer     |
| 2018  | Wojtek Pszczolarski | Kenny De Ketele      | Stefan Matzner       |
| 2019  | Bryan Coquard       | Jan-Willem van Schip | Michele Scartezzini  |
| 2020  | Sebastián Mora      | Matteo Donegà        | Daniel Crista        |
| 2021  | Benjamin Thomas     | Iúri Leitão          | Vlas Shichkin        |
| 2022  | Benjamin Thomas     | Robbe Ghys           | Vincent Hoppezak     |
| 2023  | Simone Consonni     | Albert Torres        | Donavan Grondin      |
| 2024  | Niklas Larsen       | Sebastián Mora       | Oscar Nilsson-Julien |
| 2025  | Iúri Leitão         | Yanne Dorenbos       | Jasper De Buyst      |

## Tableau des médailles
| Rang  | Nation      | Or | Argent | Bronze | Total |
| ----- | ----------- | -- | ------ | ------ | ----- |
| 1     | France      | 4  | 2      | 2      | 8     |
| 2     | Pologne     | 4  | 0      | 0      | 4     |
| 3     | Italie      | 3  | 2      | 1      | 6     |
| 4     | Danemark    | 2  | 1      | 0      | 3     |
| 5     | Espagne     | 1  | 2      | 1      | 4     |
| 6     | Portugal    | 1  | 1      | 0      | 2     |
| 7     | Belgique    | 0  | 3      | 1      | 4     |
| 8     | Pays-Bas    | 0  | 2      | 1      | 3     |
| 9     | Russie      | 0  | 1      | 1      | 2     |
| 9     | Suisse      | 0  | 1      | 1      | 2     |
| 11    | Allemagne   | 0  | 0      | 2      | 2     |
| 12    | Autriche    | 0  | 0      | 1      | 1     |
| 12    | Biélorussie | 0  | 0      | 1      | 1     |
| 12    | Roumanie    | 0  | 0      | 1      | 1     |
| 12    | Tchéquie    | 0  | 0      | 1      | 1     |
| 12    | Ukraine     | 0  | 0      | 1      | 1     |
| Total | Total       | 15 | 15     | 15     | 45    |